# Nicolas Keramidas
Nicolas Keramidas (Parijs, 29 november 1972) is een Frans stripauteur en animator van tekenfilms. 

## Carrière
Keramidas' vader was illustrator. Na een baccalaureaat tekenen volgde hij de richting tekenfilm aan de École des Gobelins. Hij werkte negen jaar bij de Disneystudio in Montreuil. Zijn eerste strip was Luuna, uitgegeven bij Soleil. Dit was oorspronkelijk een project over een meisje in de oertijd met Nob als scenarist. De uitgever koppelde Keramidas echter aan de ervaren stripmaker Crisse en in zijn scenario werd het personage Luuna een jonge Indiaanse. Deze strip was succesvol en Keramidas tekende zeven delen. Keramidas werkte ook met andere scenaristen als Arleston, Tebo, Trondheim en Sfar. Op scenario van Lewis Trondheim tekende hij Mickey's craziest Adventures en Donald's happiest Adventures met de figuren van Walt Disney Mickey Mouse en Donald Duck.